# 派氏虹銀漢魚
派氏虹銀漢魚，為輻鰭魚綱銀漢魚目虹銀漢魚科的其中一種，分布於巴布亞紐幾內亞Kemp Welsh河至Milne灣間的淡水流域，為熱帶魚類，體長可達11公分，棲息在雨林覆蓋的溪流底中層水域，生活習性不明，可做為觀賞魚。

## 擴展閱讀
維基物種上的相關：派氏虹銀漢魚